# Perfect Illusion
〈Perfect Illusion〉은 레이디 가가의 다섯 번째 정규 앨범 Joanne 의 리드 싱글로서, 2016년 9월 9일에 발매되었다.